# Ptychoptera silvicola
Ptychoptera silvicola is een muggensoort uit de familie van de glansmuggen (Ptychopteridae). De wetenschappelijke naam van de soort is voor het eerst geldig gepubliceerd in 1967 door Zwyrtek & Rozkosny.